# Jerome Barry (chanteur)
Pour les articles homonymes, voir Jerome Barry et Barry.
Jerome Barry, né le 16 novembre 1939 à Boston, est un baryton américain.

## Biographie
Jerome Barry nait le 16 novembre 1939 à Boston, où il étudie le chant et la linguistique.
En 1963, il décroche une maîtrise de langues à l'Université Tufts. Il parle huit langues européennes en plus de l'hébreu. Il étudie le chant en cours privés avec Pierre Bernac, Jennie Tourel, Luigi Ricci. Il commence sa carrière professionnelle en Italie, donne des concerts en Israël et travaille aux États-Unis comme chanteur et maître de conférences. Il s'installe à Washington où il crée le Washington Music Ensemble.

## Sources
- Nicolas Slonimsky, Alain Paris et Marie-Stella Paris, Dictionnaire biographique des musiciens, R. Laffont, 1995 (ISBN 2-221-06510-7, 978-2-221-06510-5 et 2-221-06787-8, OCLC 33096600, lire en ligne)